# Damir Sadiković
Damir Sadiković (sinh 7 tháng 4 năm 1995) là một cầu thủ bóng đá Bosna và Hercegovina thi đấu ở vị trí tiền vệ cho Cracovia.

## Sự nghiệp câu lạc bộ
Sadiković bắt đầu sự nghiệp bóng đá at Radnik Hadžići, trước khi đến Željezničar vào tháng 8 năm 2012.

## Sự nghiệp quốc tế
Sadiković từng đại diện Bosna và Hercegovina ở các cấp độ U-19 và U-21.